# 1381 en santé et médecine
| Années de la santé et de la médecine : 1378 - 1379 - 1380 - 1381 - 1382 - 1383 - 1384    |
| Décennies de la santé et de la médecine : 1350 - 1360 - 1370 - 1380 - 1390 - 1400 - 1410 |

Cet article présente les faits marquants de l'année 1381 en santé et médecine.

## Événements
- Fondation d'un hôpital à Rodez, capitale du Rouergue, par Déodat de Laparra[1].
- Construction d'un hôpital pour les pauvres à Saint-Amand, en Périgord noir[2].
- Craignant que l'hôpital Saint-André, à Gaillac, ne soit repris par les Anglais, les consuls le font démolir, et seront excommuniés pour s'être passés de l'autorisation du pape[3].
- Les nouveaux statuts des apothicaires de Perpignan, en Roussillon, excluent de leur corporation les simples épiciers[4].
- L'apothicairerie des dominicains de Santa Maria Novella, à Florence, vend de l'eau de rose, qui s'utilise comme protection contre la peste.
- Un hôpital est attesté à Ambérieu, « sur la route de Lyon à Genève qui passait par Montluel et Loyes pour rejoindre le Rhône à Seyssel[5] ».
- Avant 1381 : installation de l'hôpital Saint-Loup à Villefranche, dans la province du Rouergue[6].

## Publication
- Le médecin espagnol Estéfano de Sevilla rédige directement en castillan son traité scientifique et didactique intitulé Libro de visita y consejo de médicos[7],[8].

## Décès
- Hua Shou (né en 1304), médecin chinois[9], auteur du Shi Si Jing Fa Hui (vers 1341) et du Nanjing Benyi (1361).